# ژامانتوز (شهرستان شالقار)
ژامانتوز (قزاقی: Жамантұз) یک دریاچه در استان آق‌تپه کشور قزاقستان است.